# Scopula pallidiceps
Scopula pallidiceps är en fjärilsart som beskrevs av W. Warren 1898. Scopula pallidiceps ingår i släktet Scopula och familjen mätare. Inga underarter finns listade.